# Dolné Zahorany
Dolné Zahorany (fino al 1927 Uhorské Zahorany, in ungherese: Magyarhegymeg, in tedesco: Ungarisch-Heiligenkreuz) è un comune della Slovacchia facente parte del distretto di Rimavská Sobota, nella regione di Banská Bystrica.
Il villaggio è citato per la prima volta nel 1351 con il nome di Hegmeg, quando vi si trasferirono alcuni coloni ungheresi. Nel 1566 fu distrutto dai turchi. Successivamente passò alla signoria di Paderovce e Lukovišta.